# 仁武里 (高雄市)
仁武里，位於高雄市仁武區，東臨文武里，西臨竹後里，為仁武區的行政中心。

## 歷史沿革
仁武里位於仁武區中心,原為仁武區最大的聚落群,舊庄範圍有今文武里及新庄全部,劉姓古厝和長春祠位於境內，後因人口增多而行政管理方便,分設文武里。

## 公共設施
- 仁武運動公園
- 仁武國小
- 仁武區公所
- 光之塔廣場
- 仁武工業區
- 福清宮